# Julius Reubke

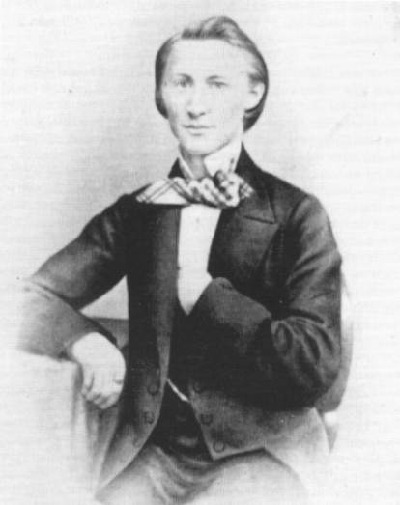
Julius Reubke

Julius Reubke, född 23 mars 1834 i Hausneindorf, Provinsen Sachsen, Kungariket Preussen,  död 3 juni 1858 i Pillnitz, Dresden, Kungariket Sachsen, var en tysk tonsättare, pianist och organist. Han var son till orgelbyggaren Adolf Reubke, som under sin levnad 1805–1875 byggde cirka 70 orglar.
Julius Reubke sändes av sina föräldrar att studera vid musikkonservatoriet i Berlin. Hans visade talang för både pianospel och komposition, vilket gjorde att pianisten Hans von Bülow skrev ett rekommendationsbrev, som hjälpte Reubke att bli elev till Franz Liszt från 1856. Reubke blev snabbt Liszts favoritelev. Mot slutet av sin korta levnad blev Reubke sjuk i tuberkulos, av vilket han dog vid 24 års ålder.
Trots Reubkes ringa ålder är de två stora efterlämnade sonaterna av mycket hög kvalitet. Sonaterna är klart influerade av Liszt – både Pianosonat i h-moll och orgelverket Ad nos, ad salutarem undam tycks ha varit förebilder. Utöver Reubkes två sonater (bägge bland de viktigaste från den romantiska epoken för sina respektive instrument) efterlämnade han endast några smärre kompositioner.

## Verk (urval)
- Orgeltrio Ess-dur (1851)
- Pianosonat b-moll, tillägnad Franz Liszt  (cirka 1853–1857)
- Orgelsonat c-moll över Psaltaren 94  (cirka 1857)